# Postal Savings Bank of China

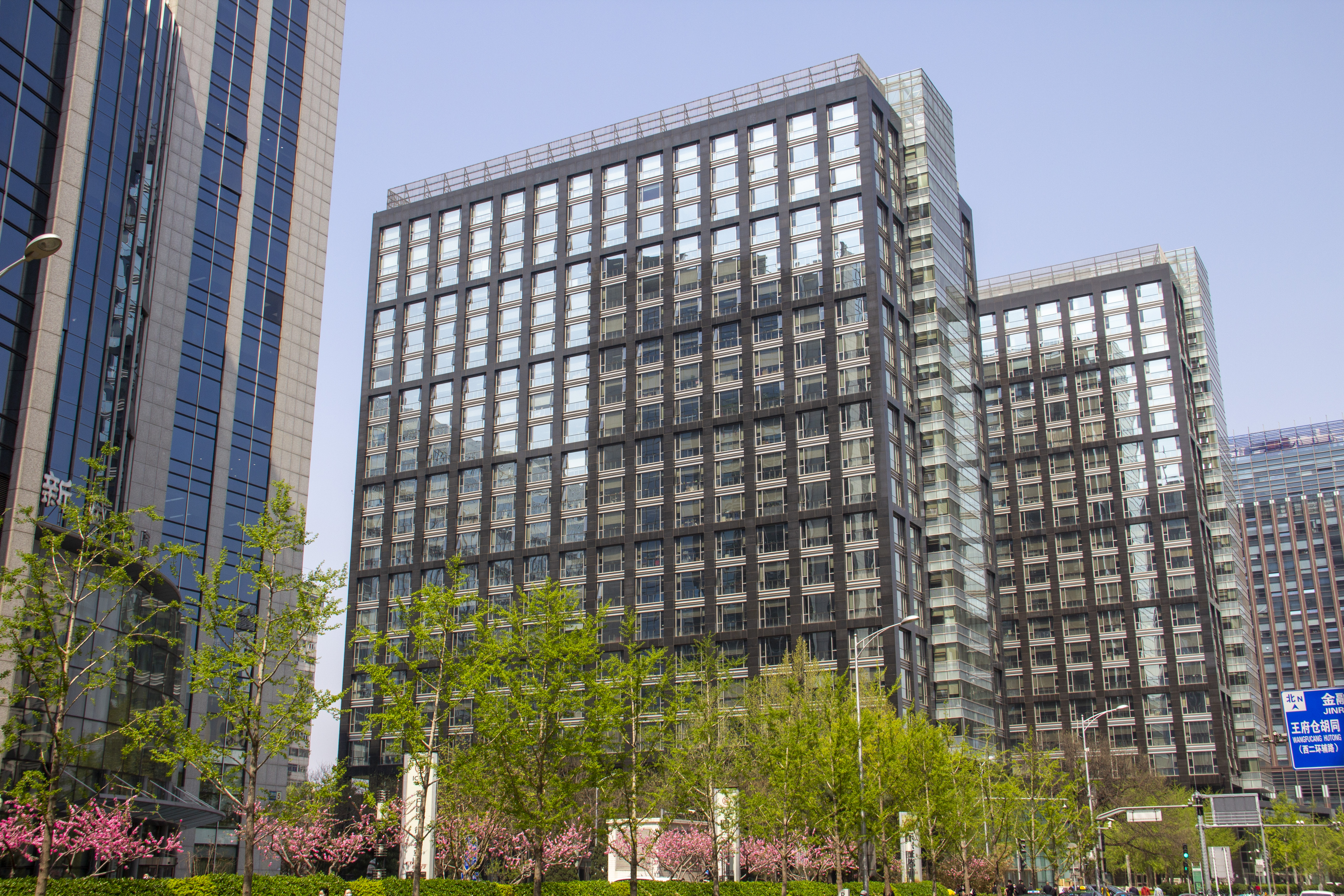
China Post Headquarters, Peking

Die Postal Savings Bank of China, auch bekannt als PSBC, ist eine kommerzielle Einzelhandelsbank, die grundlegende Finanzdienstleistungen insbesondere für kleine und mittlere Unternehmen, für ländliche Kunden und für einkommensschwache Kunden anbietet. PSBC hat 40.000 Niederlassungen in allen Regionen Chinas. Nach der Agricultural Bank of China hat es damit die zweithöchste Anzahl an Filialen unter allen Banken in China.
Mit einer Bilanzsumme von 1,385 Billionen US-Dollar im Jahre 2017 lag die Postal Savings Bank of China auf Rang 22 der weltgrößten Banken.

## Geschichte
Die Bank wurde 2007 vom State Post Bureau, der staatlichen Behörde, die für die chinesische Post zuständig ist, gegründet.
Die Bank spielte aufgrund ihrer großen Reichweite eine bedeutende Rolle bei dem staatlichen Konjunkturpaket der Regierung im Zuge der Finanzkrise ab 2007. Gezielt vergebene Kredite der Bank stützten die wirtschaftliche Aktivität, insbesondere in ländlichen Regionen. Dazu gehörte die Nutzung der Mikrofinanzdienstleistungen der Bank als Instrument für die nationale Entwicklung und die Verringerung der Armut.
Seit dem 30. September 2016 ist die Bank am Hong Kong Stock Exchange gelistet. Unternehmen und Finanzinstitute, die Anteile halten sind u. a. Tencent, UBS, Temasek Holdings und Morgan Stanley. Der chinesischen Post gehören 68,92 % der Anteile.